# Penny Black
De Penny Black is de allereerste postzegel die werd uitgegeven, te weten op 6 mei 1840 in Groot-Brittannië. Aanvankelijk werd de postzegel alleen in Londen verspreid en later door heel Groot-Brittannië. De postzegel draagt de beeltenis van koningin Victoria.
Rowland Hill bedacht het idee om de afzender van poststukken vooraf te laten betalen in plaats van het gebruik om de ontvanger hiervoor verantwoordelijk te houden. Ook wilde Sir Rowland het systeem van tarieven vereenvoudigen. Tot de uitgifte van de Penny Black werd het tarief vastgesteld naar aanleiding van de afstand die het poststuk moest overbruggen. Het idee achter de Penny Black was om één standaardtarief van 1 penny in te voeren voor poststukken tot een bepaald gewicht, de zogenaamde penny postage. Dat maximumgewicht was ½ ounce (ca. 14 gram). Voor een zwaardere brief gold een hoger tarief.
Na ongeveer een jaar werd de Penny Black vervangen door de Penny Red. Dit werd mede gedaan omdat de rode afstempeling moeilijk te zien was op de zwarte postzegel, terwijl de rode stempelinkt eenvoudig kon worden verwijderd zodat de postzegel opnieuw gebruikt kon worden. Men schakelde toen over op zwarte inkt.
Hoewel de Penny Black de eerste echte postzegel in de wereld was, is hij geen zeldzaamheid in de filatelie.

## Druk
De eerste postzegel werd in plaatdruk (een vorm van diepdruk) uitgevoerd. In de drukplaten was elke zegel afzonderlijk gegraveerd.
De drukplaat bevatte 240 zegels: 20 rijen van 12 zegels. Tot Decimal Day (15 februari 1971) werkte het Britse geldstelsel met pence, shillings en pounds. Er gingen 12 pence in een shilling, dus een rij van 12 zegels van 1 penny in het vel kwam overeen met één shilling. Er gingen 20 shillings in een pond, dus een compleet drukvel was een pond waard.
Links- en rechtsonder op de postzegel stond een letter. De letter links gaf de rij aan, dus een A voor de eerste rij tot en met een T voor de 20e rij. De letter rechts gaf de kolom aan, dus een A voor de eerste kolom tot en met een L voor de 12e kolom. De zegel linksboven had de combinatie A-A, de zegel rechtsonder de combinatie T-L. De bij dit artikel afgebeelde zegel met de combinatie M-H was de achtste zegel van de dertiende rij.
Voor de Penny Black zijn twaalf drukplaten in gebruik geweest: 1a, 1b (een gerepareerde versie van plaat 1a) en 2 t/m 11. In totaal zijn 68.157.600 exemplaren van de zegel gedrukt.
Vanaf 8 mei, dus bijna tegelijk met de Penny Black, kwam ook een postzegel van 2 pence voor het publiek beschikbaar, de Two penny blue. Deze was bedoeld voor brieven met een gewicht tussen ½ en 1 ounce. De drukplaat was net zo ingedeeld als bij de Penny Black, dus een compleet drukvel was 2 pond waard. Omdat er van deze zegels veel minder nodig waren, zijn er maar twee drukplaten in gebruik geweest.